# 28 декември
28 декември е 362-рият ден в годината според григорианския календар (363-ти през високосна). Остават 3 дни до края на годината.

## Събития
- 418 г. – Бонифаций I става папа.
- 1065 г. – Осветено е Уестминстърското абатство.
- 1308 г. – Започва управлението на Ханазоно, 95-и император на Япония.

- 1612 г. – Галилео Галилей става първият астроном, наблюдавал Нептун, като погрешно я възприема за звезда.
- 1835 г. – Индианският вожд Оцеола повежда войните си срещу армията на САЩ.
- 1836 г. – Испания признава независимостта на Мексико.
- 1836 г. – Основан е град Аделейд в Австралия.
- 1846 г. – Айова става 29 щат на САЩ.
- 1867 г. – САЩ анексират първата си територия извън континента – атола Мидуей.
- 1869 г. – Уилям Семпъл от Охайо патентова дъвката.
- 1879 г. – Срутва се железопътният мост Тей Бридж в Шотландия по време на движение на влак по него, загиват 75 души.
- 1895 г. – Братя Люмиер правят първата платена прожекция на филм в Парижкото Гранд Кафе.
- 1908 г. – При земетресение в Месина, Сицилия, загиват над 75 000 души.
- 1939 г. – Осъществен е първият полет на японския изтребител Мицубиши A6M.
- 1944 г. – Втората световна война: Новата власт в Унгария обявява война на Нацистка Германия.
- 1950 г. – Във Великобритания е обявен първият национален парк (Пик Дистрикт).
- 1965 г. – Основан е германския футболен отбор Ханза от град Росток.
- 1974 г. – Земетресение с магнитуд 6,2 по Скалата на Рихтер в Пакистан отнема живота на около 5300 души.
- 1978 г. – Самолетът при полет 173 на „Юнайтед Еърлайнс“ катастрофира в жилищен квартал близо до международното летище в Портланд и убива 10 души.
- 1981 г. – В Норфолк, Вирджиния, се ражда първото американско инвитро бебе – Елизабет Джордан Кар.
- 1981 г. – Кабелният телевизионен канал HBO започва да излъчва денонощно.
- 1987 г. – Започва излъчването на американския анимационен сериал Костенурките нинджа.
- 1989 г. – Основана е Зелената партия в България.
- 1991 г. – Якутска АССР е преименувана на Република Саха (Якутия).
- 1995 г. – CompuServe слага забрана за достъп до секс-ориентирани нюз-групи, в резултат на германски съдебни искове.
- 1996 г. – На извънредно заседание XXXVII народно събрание гласува оставката на правителството на Жан Виденов.
- 1999 г. – Сапармурад Ниязов е провъзгласен за пожизнен президент на Туркменистан.
- 2007 г. – Природният парк Беласица е обявен за национален парк.
- 2014 г. – Полет 8501 на „Индонезия ЕърЕйжа“ се разби в протока Каримата на път от Сурабая за Сингапур и убивай всичките 162 души на борда.

## Родени
- 1522 г. – Маргарита Пармска, херцогиня на Парма († 1586 г.)
- 1765 г. – Феликс дьо Божур, френски дипломат († 1836 г.)
- 1856 г. – Удроу Уилсън, 28-и президент на САЩ, Нобелов лауреат († 1924 г.)
- 1864 г. – Юрдан Трифонов, български историк и писател († 1949 г.)
- 1868 г. – Радул Канели, български драматичен актьор († 1913 г.)
- 1869 г. – Йордан Асенов, български революционер († 1936 г.)
- 1872 г. – Пио Бароха, испански писател († 1956 г.)
- 1875 г. – Алексей Михайлович, руски велик княз († 1895 г.)
- 1878 г. – Стефан Кондаков, български революционер († 1937 г.)
- 1882 г. – Артър Едингтън, британски астрофизик († 1944 г.)
- 1888 г. – Фридрих Мурнау, германски режисьор († 1931 г.)
- 1889 г. – Асен Халачев, деец на БКП († 1923 г.)
- 1897 г. – Иван Конев, съветски маршал († 1973 г.)
- 1901 г. – Робърт Ъркърт, британски военен офицер († 1988 г.)
- 1902 г. – Мортимър Адлър, американски философ († 2001 г.)
- 1903 г. – Джон фон Нойман, американски математик († 1957 г.)
- 1922 г. – Стан Лий, американски писател († 2018 г.)
- 1925 г. – Хилдегард Кнеф, немска артистка († 2002 г.)
- 1928 г. – Ерих Кьолер, немски писател († 2003 г.)
- 1929 г. – Никола Ферманджиев, български икономист и историк († 1979 г.)
- 1932 г. – Илия Кирчев, български футболист († 1997 г.)
- 1932 г. – Мануел Пуиг, аржентински писател († 1990 г.)
- 1934 г. – Маги Смит, английска киноактриса († 2024 г.)
- 1937 г. – Георги Паскалев, български биолог
- 1941 г. – Елза Будау, словенска текстописка и писателка
- 1944 г. – Ангел Георгиев, български драматичен актьор († 2012 г.)
- 1944 г. – Георги Драгоев, български политик († 2013 г.)
- 1944 г. – Кери Мълис, американски химик, Нобелов лауреат през 1993 г.
- 1945 г. – Бирендра, крал на Непал († 2001 г.)
- 1945 г. – Димитър Гоцев, български историк и общественик
- 1945 г. – Иван Дреников, български пианист
- 1946 г. – Мими Иванова, българска поп певица
- 1953 г. – Ричард Клайдерман, френски пианист
- 1954 г. – Дензъл Уошингтън, американски актьор
- 1956 г. – Найджъл Кенеди, английски цигулар
- 1960 г. – Чад Маккуин, американски актьор 2024
- 1961 г. – Калиопи, певица от Република Македония
- 1969 г. – Линус Торвалдс, финландски програмист
- 1970 г. – Тина Каспари, американска актриса
- 1971 г. – Серхи Бархуан, испански футболист
- 1972 г. – Патрик Рафтър, австралийски тенисист
- 1979 г. – Джеймс Блейк, американски тенисист
- 1981 г. – Халид Буларуз, холандски футболист

## Починали
- 484 г. – Ойрих, крал на вестготите (* ок. 440 г.)
- 1656 г. – Лоран дьо Ла Ир, френски художник (* 1606 г.)
- 1694 г. – Мария II Стюарт, Кралица на Англия (* 1662 г.)
- 1703 г. – Мустафа II, султан на Османската империя (* 1664 г.)
- 1706 г. – Пиер Бейл, френски философ (* 1647 г.)
- 1708 г. – Жозеф Питон дьо Турнфор, френски ботаник (* 1656 г.)
- 1916 г. – Едуард Щраус, австрийски композитор (* 1835 г.)
- 1924 г. – Леон Бакст, руски художник (* 1866 г.)
- 1925 г. – Сергей Есенин, руски поет (* 1895 г.)
- 1927 г. – Иван Златин, български индустриалец (* 1843 г.)
- 1937 г. – Морис Равел, френски композитор (* 1875 г.)
- 1938 г. – Панчо Дорев, български дипломат (* 1878 г.)
- 1945 г. – Теодор Драйзер, американски писател (* 1871 г.)
- 1947 г. – Виктор Емануил III, крал на Италия (* 1869 г.)
- 1959 г. – Анте Павелич, хърватски политик (* 1889 г.)
- 1963 г. – Паул Хиндемит, германски композитор (* 1895 г.)
- 1991 г. – Куйо Куев, български литературовед (* 1909 г.)
- 1997 г. – Василий Соломин, съветски боксьор (* 1953 г.)
- 1997 г. – Корнелиу Баба, румънски живописец (* 1997 г.)
- 2002 г. – Кочо Караджов, стопански деател (* 1917 г.)
- 2002 г. – Николай Колев, военен прокурор (* 1949 г.)
- 2004 г. – Сюзън Зонтаг, американска писателка (* 1933 г.)
- 2009 г. – Джеймс Оуън Съливан, американски музикант (* 1981 г.)
- 2010 г. – Вили Кавалджиев, български певец (* 1945 г.)
- 2010 г. – Камен Тотев, български спортен журналист (* 1951 г.)
- 2022 г. – Адриана Андреева, българска актриса (* 1939 г.)[1]

## Празници
- Международен ден на киното – На този ден през 1895 г. в парижкото „Гран кафе“ се състои първата публична демонстрация на „движещи се фотографии“, с помощта на кинематографът, изобретен от братята Антоан и Луи Люмиер
- Християнство – Ден на невинните деца на Витлеем
- Испания и Мексико – Ден на шегата
- Непал – Рожден ден на краля и Ден на обявяване на републиката (2007 г., национален празник)